# Angelo (film 1937)
Angelo (Angel) è un film del 1937 diretto da Ernst Lubitsch.

## Trama
Lady Maria Barker, moglie trascurata del ricco diplomatico Frederick Barker, si reca in visita dalla granduchessa Anna Dmitrievna (alla quale si presenta come "una vecchia amica") famosa per il suo salotto, dove si possono allacciare relazioni per l'epoca peccaminose. Qui incontra un bel giovanotto inglese vissuto a lungo in India che immediatamente si innamora di lei, colpito dalla sua straordinaria bellezza ed eleganza, e dal quale rimane essa stessa affascinata. I due ceneranno insieme ma Lady Barker non rivelerà il suo vero nome al giovane, il quale la chiamerà "Angelo" e si dichiarerà innamoratissimo e desideroso di rivederla.
Angelo riesce a scomparire senza lasciare traccia ma, per beffardo gioco del destino, un giorno si ritrova proprio l'ingombrante innamorato in casa, invitato dal marito che ha riconosciuto in lui un vecchio compagno d'armi, Anthony Halton. Maria/Angelo finge di non riconoscerlo affatto, anche quando hanno l'occasione di restare soli. La vicenda è resa complicata dal fatto che Halton aveva raccontato a Frederick del suo incontro a Parigi con Angelo e del suo folle amore per lei, e ciò diventa argomento di conversazione con ovvio imbarazzo dei protagonisti.
Il caso vuole che Barker venga a sapere del precedente viaggio di sua moglie a Parigi, avvenuto proprio nello stesso periodo a cui si riferisce il racconto Halton, e decida di recarsi nell'appartamento della granduchessa per indagare sulla faccenda. Nonostante il marito incontri effettivamente Lady Barker nel luogo convenuto, quest'ultima nega tutto e parla di una straordinaria somiglianza con un'inesistente donna in attesa nella stanza attigua.
Frederick, pur rendendosi conto della situazione, finge di aver incontrato Angelo rifiutandosi così di riconoscere la verità e causare uno scandalo.
La coppia si allontana dall'appartamento lasciando il povero Anthony alle sue pene d'amore.